# Karthaladvärguv
Karthaladvärguv (Otus pauliani) är en starkt utrotningshotad fågel i familjen ugglor som enbart förekommer på en enda ö i Indiska oceanen.

## Utseende och läten
Karthaladvärguven är en liten (20–22) uggla med en enda färgform: gråbrun och kraftigt bandad, streckad och marmorerad. Ögonen är lysnade gula. Lätet är ett visslande "toot" som levereras en gång i sekunden.

## Utbredning och systematik
Fågeln förekommer på vulkanen Karthalas sluttningar på ön Grande Comore som tillhör Komorerna. Den behandlas som monotypisk, det vill säga att den inte delas in i några underarter.

## Status och hot
Karthaladvärguven har ett mycket begränsat utbredningsområde och ett litet bestånd som uppskattas till 1300 vuxna individer. Den tros också minska i antal till följd av habitatförlust. Internationella naturvårdsunionen IUCN kategoriserar arten som starkt hotad.

## Namn
Fågelns vetenskapliga artnamn hedrar den franske zoologen Renaud Paulian som var verksam på Madagaskar 1949–1960.